# Asterinaceae
Asterinaceae is een familie van schimmels uit de orde Asterinales. 
Het bestaat uit de volgende 27 geslachten:
- Asterina
- Asterinella
- Asteritea
- Asterostomella
- Batistinula
- Cirsosia
- Cirsosiopsis
- Discopycnothyrium
- Echidnodella
- Echidnodes
- Govindua
- Halbania
- Maublancia
- Meliolaster
- Paraopeba
- Parasterinopsis
- Pirozynskia
- Platypeltella
- Polycyclinopsis
- Polystomellina
- Prillieuxina
- Schenckiella
- Shivomyces
- Stephanotheca
- Thyrinula
- Uleothyrium
- Vizellopsis